# Stikstofdioxide
Stikstofdioxide is een anorganische verbinding van stikstof en zuurstof, met als brutoformule NO2. De zuivere stof komt voor als een giftig roodbruin gas, dat zeer goed oplosbaar is in water. Daarmee vormt het salpeterzuur. Het gas is een sterke oxidator, zwaarder dan lucht en reageert heftig met andere stoffen, zoals metalen.

## Synthese
Stikstofdioxide wordt gevormd wanneer koper wordt opgelost in salpeterzuur. In eerste instantie ontstaat daarbij stikstofmonoxide:
{\displaystyle {\ce {3Cu + 8HNO3 -> 3Cu(NO3)2 + 4H2O +2NO}}}
Het stikstofmonoxide reageert vervolgens met zuurstof uit de lucht tot stikstofdioxide. Dit is zichtbaar als bruinrode nitreuze dampen.
{\displaystyle {\ce {2NO + O2 -> 2NO2}}}
In het laboratorium wordt stikstofdioxide bereid door de ontledingsreactie van salpeterzuur:
{\displaystyle {\ce {4HNO3 -> 2H2O + 4NO2 + O2}}}
Dit proces verloopt formeel in twee stappen, waarbij distikstofpentaoxide als intermediair ontstaat:
{\displaystyle {\ce {2HNO3 -> N2O5 + H2O}}}
{\displaystyle {\ce {2N2O5 -> 4NO2 + O2}}}
Een alternatieve methode is de thermolyse van lood(II)nitraat:
{\displaystyle {\ce {2Pb(NO3)2 -> 2PbO + 4NO2 + O2}}}

## Eigenschappen en reacties

### Dimerisatie tot distikstoftetraoxide
Stikstofdioxide staat onder vrijwel alle omstandigheden in evenwicht met het kleurloze dimeer distikstoftetraoxide:
{\displaystyle {\ce {2NO2 <=> N2O4}}}
Deze reactie verloopt volledig in de gasfase en is exotherm (ΔH = −57,23 kJ/mol). Wanneer een vacuüm getrokken reactievat wordt gevuld met stikstofdioxide zal de initiële roodbruine kleur in intensiteit verminderen door dimerisatie tot distikstoftetraoxide. Echter, zelfs na lange tijd wachten zal het reactievat niet kleurloos worden. Dit is een formele indicatie dat er zowel stikstofdioxide als distikstoftetraoxide aanwezig zijn en dat de dimerisatiereactie niet volledig aflopend is. Door het principe van Le Chatelier toe te passen, in dit geval de temperatuur te verlagen of te verhogen kan het evenwicht naar links of naar rechts verschoven worden.

### Ontleding
Boven 150 °C ontleedt stikstofdioxide tot stikstofmonoxide en zuurstofgas:
{\displaystyle {\ce {2NO2 -> 2NO + O2}}}
Deze reactie is endotherm (ΔH = 114 kJ/mol).

### Vorming van zure regen
Stikstofdioxide ontstaat door uitstoot van elektriciteitscentrales, zware industrie en wegtransport, evenals door verbranding van biomassa. Ook bij bliksem wordt het geproduceerd. Omdat bij contact met water salpeterzuur wordt gevormd, is het een van de veroorzakers van zure regen:
{\displaystyle {\ce {3NO2 + H2O -> 2HNO3 + NO}}}

### Vorming van nitraten en nitrieten
Stikstofdioxide wordt gebruikt om watervrije nitraatzouten te vormen, uitgaande van het overeenkomstig metaaloxide. Zo reageert koper(II)oxide tot koper(II)nitraat:
{\displaystyle {\ce {CuO + 3NO2 -> Cu(NO3)2 + NO}}}
Wanneer stikstofdioxide in reactie wordt gebracht met metaaljodiden, ontstaan de overeenkomstige nitrieten. Een voorbeeldreactie is die van titanium(IV)jodide:
{\displaystyle {\ce {TiI4 + 4NO2 -> Ti(NO2)4 + 2I2}}}
De reactie met alkalimetaalhydroxiden, zoals natrium- of kaliumhydroxide, leidt tot vorming van een equimolair mengsel van het overeenkomstig nitriet- en nitraatzout:
{\displaystyle {\ce {2NO2 + 2NaOH -> NaNO2 + NaNO3 + H2O}}}

### Vorming van nitrietesters
De reactie met alkyljodiden levert nitrietesters:
{\displaystyle {\ce {2CH3I + 2NO2 -> 2CH3NO2 + I2}}}

## Luchtvervuiling
In oktober 2004 publiceerde de ESA de resultaten van een onderzoek naar de concentratie stikstofdioxide op de Aarde. De resultaten zijn verzameld met de satelliet Envisat. Uit de gegevens blijkt dat Vlaanderen en Nederland in een van de sterkst vervuilde gebieden liggen. Meetresultaten van NO2 in België  (zowel actuele als historische waarden) zijn terug te vinden op de website van IRCELINE (zie https://www.irceline.be/nl/luchtkwaliteit/metingen/stikstofdioxide ).

## Toxicologie en veiligheid
Bij opnemen in het menselijk lichaam kunnen longbeschadigingen (longoedeem) optreden, doordat het met water salpeterzuur vormt. Ook de rode bloedcellen worden door dit gas aangetast, met als gevolg minder zuurstofopname.